# Planck-tömeg
A Planck-tömeg a tömeg természetes egysége, jele: mP. Ez az a tömeg, amelynek a Schwarzschild-sugara a Compton-hullámhossz osztva π-vel.
{\displaystyle m_{P}={\sqrt {\frac {\hbar c}{G}}}} ≈ 1,2209·1019 GeV/c2 = 2,176·10−8 kg = 0,02176 mg
A CODATA által 2006-ban ajánlott értéke 2,176 44(11)·10−8 kg, ahol a zárójelben levő érték az utolsó tizedesértékek bizonytalansága, tehát 2,17644·10−8 kg ± 0,00011·10−8 kg.
A részecskefizika és a kozmológia gyakran használja a redukált Planck-tömeget:
{\displaystyle {\sqrt {\frac {\hbar c}{8\pi G}}}} ≈ 4,340 µg
ahol:
- {\displaystyle \hbar } a redukált Planck-állandó,
- c a fénysebesség,
- G a gravitációs állandó.

Ahol a hozzáadott 8π tényező számos gravitációs egyenletet egyszerűsít.
Más Planck-egységektől eltérően a Planck-tömeg 0,02176 milligrammos értékével nagyjából a tömeg hétköznapi nagyságrendjeinek megfelelő, például egy bolha tömege nagyjából 4-5000 mP.

## Jelentősége
A Planck-tömeg egy olyan fekete lyuk tömege, aminek Schwarzschild-sugara szorozva π-vel a Compton-hullámhossz. Egy ilyen fekete lyuk sugara kb. a Planck-hossz, aminél a feltételezés szerint az általános relativitáselmélet és a kvantumelmélet együtt válnak fontossá.

## Lásd még
- Planck-egységek
- Planck-hossz
- Planck-részecske
- Nagyságrendek listája (tömeg)

## Külső hivatkozások
- The NIST Reference on Constants, Units, and Uncertainty